# Passage Discovery
Le passage Discovery (en anglais : Discovery Passage) est un chenal situé dans le Passage Intérieur entre l'île de Vancouver et la côte continentale de la Colombie-Britannique au Canada.
Il est nommé par George Vancouver d'après son navire, le HMS Discovery.
Il comporte le Seymour Narrows connu pour ses forts courants de marée et le Ripple Rock.